# Рассел, Лиана
Лиана Рассел (англ. Liane Brauch "Lee" Russell, урождённая Лиана Браух,  27 августа 1923, Вена — 20 июля 2019, Ок-Ридж) — американский генетик и защитница природы австрийского происхождения. Её исследования в области генетики млекопитающих заложили основу для понимания хромосомной основы определения пола у млекопитающих и воздействия радиации, лекарств, топлива и отходов на мышей. Её исследования позволили лучше понять генетические процессы у млекопитающих, эффекты мутагенеза и тератогенеза у млекопитающих, а также узнать, как можно предотвратить эти процессы, избежать их. Она определила, что развивающиеся эмбрионы наиболее уязвимы для воздействия радиации в течение первых семи недель беременности, и поэтому рекомендовала проводить несрочную диагностическую рентгенографию в течение 14 дней после начала менструального цикла у женщины, что стало стандартом, который стал общепринятым на международном уровне в рентгенологической практике. Она также была первой, кто обнаружил, что Y-хромосома определяет принадлежность к мужскому полу у млекопитающих. 
Её природоохранная деятельность привела к защите многих диких и живописных мест, особенно тех, что находятся недалеко от её нового дома в Восточном Теннесси.

## Ранние годы
Рассел родилась под именем Лиана Браух в 1923 году в Вене, Австрия, в еврейской семье. Она была старшей из трёх детей Клары (Старер) и Артура Брауха. Её отец был химиком, а мать — учительницей пения. С 3 до 15 лет семья жила на Виднер Хауптштрассе, недалеко от Венской оперы. В квартире часто устраивались музыкальные вечера, семья любила кататься на лыжах и выезжать на природу в Альпы. Одним из её друзей детства был двоюродный брат Роберт Старер, американский композитор и пианист австрийского происхождения. Её довольно идиллическое детство внезапно закончилось вечером 12 марта 1938 года, но её семья осталась в Вене даже после аншлюса. Благодаря секретной схеме, которая включала передачу бизнеса её отца нацистам, ближайшим родственникам (отцу, матери, младшей сестре и младшему брату) удалось бежать в Лондон. В 1941 году она переехала в Соединённые Штаты и в 1946 году стала натурализованной гражданкой Америки.
Она познакомилась с зоологом Уильямом Л. Расселом во время летней школы в колледже, где он был её наставником. Они поженились и работали вместе генетиками в лаборатории Джексона и Национальной лаборатории Ок-Риджа. У них было двое детей: сын Дэвид «Эйс» (р. 1950) и дочь Эвелин (р. 1952).

## Образование

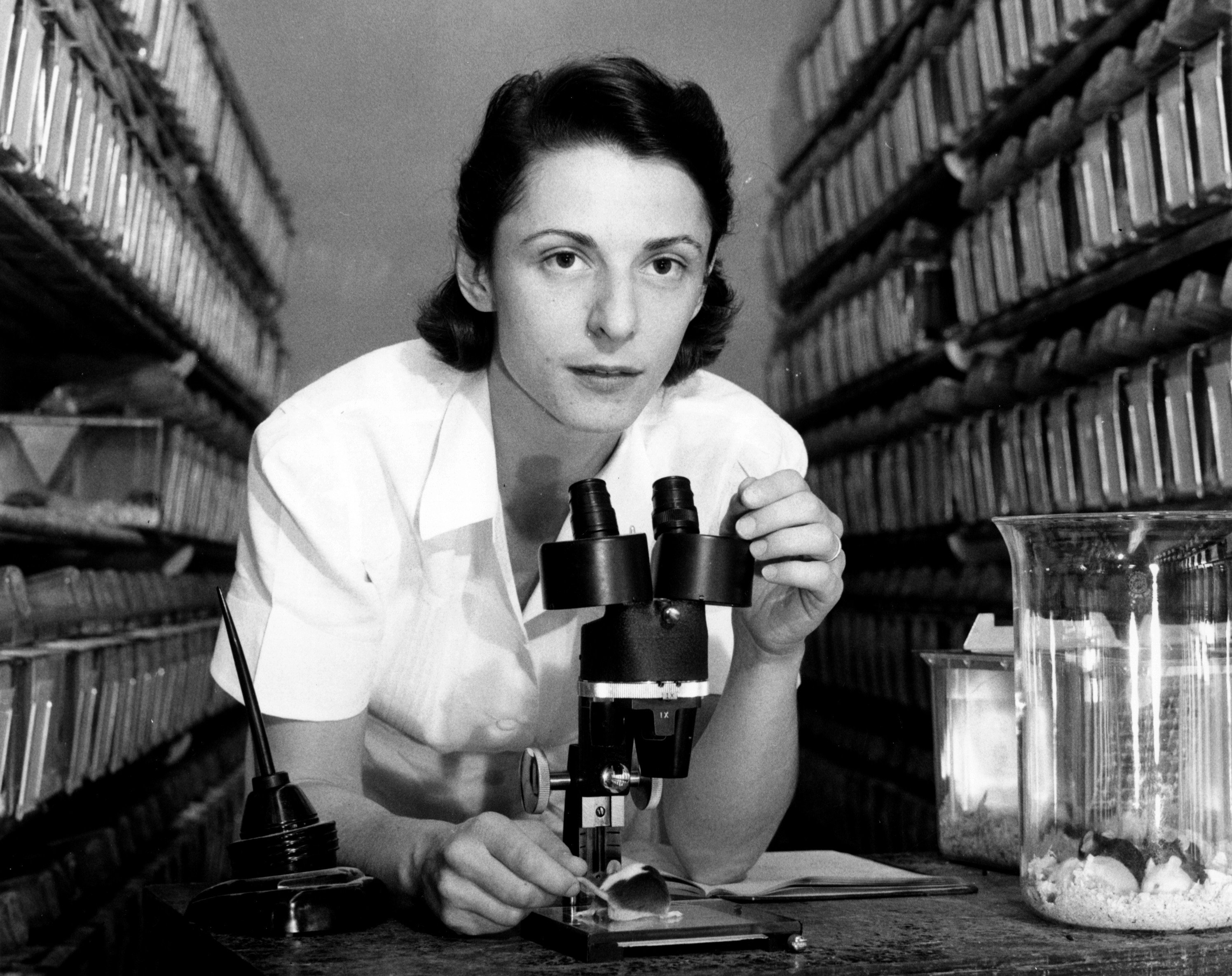
1959 год: Открытие Y-хромосомы

Рассел получила среднее образование в Англии. После переезда семьи в Соединённые Штаты она получила степень бакалавра искусств в Хантер-колледже в Нью-Йорке в 1945 году и степень доктора философии по зоологии в 1949 году в Чикагском университете.
Её первой работой была работа няней во время учёбы в колледже; после этого она работала администратором в кабинете врача после занятий.

## Карьера
Рассел начала свою карьеру в качестве научного сотрудника в Jackson Memorial Laboratory с 1943 по 1947 год и работала научным сотрудником в Чикагском университете. В 1947 году она перешла в Ок-Риджскую национальную лабораторию, где в конечном итоге стала старшим научным сотрудником и руководителем секции. Рассел проводила генетические исследования, сосредоточенные на мутациях, вызванных радиацией. Она и её муж основали «мышиный дом» — колонию из более чем 200 000 мутантных мышей, выведенных для изучения последствий воздействия радиации. Обширная колония на протяжении десятилетий способствовала развитию исследований в области генетики млекопитающих. Она была научным консультантом делегации США на первой конференции «Атом ради мира», состоявшейся в Женеве в 1955 году. В 1973 году она стала первой женщиной, получившей международную медаль Рентгена. С 1975 по 1995 год Рассел занимала должность руководителя Секции генетики и развития млекопитающих. Под её руководством этот отдел расширил свои исследования, изучая генетические эффекты химических веществ из лекарств, топлива и отходов на мышей. Её исследования позволили ей перейти от классической генетики к молекулярному анализу. В 1986 году Рассел была избрана в Национальную академию наук. В 1993 году она получила премию Энрико Ферми, высшую награду Министерства энергетики США (DOE) за научные исследования, за «выдающийся вклад в генетику и радиационную биологию, включая открытие хромосомной основы определения пола у млекопитающих и вклад в наши знания о влиянии радиации на развивающийся эмбрион и плод».
У Рассел более 150 публикаций. В 2001 году в Ок-Риджской национальной лаборатории была открыта Лаборатория сравнительной и функциональной геномики имени Уильяма Л. и Лианы Б. Расселл. Она вышла на пенсию в 2002 году. В 2013 году Ок-Риджская национальная лаборатория учредила стипендию имени Лианы Б. Рассел для выдающихся молодых исследователей.

## Природоохранная деятельность
Рассел также была защитницей природы и работала над защитой дикой природы, национальных земель и рек. В 1966 году она помогла организовать организацию «Граждане Теннесси за планирование дикой природы» (Tennessee Citizens for Wilderness Planning). В 1976 году организация помогла обеспечить защиту 125 000 акров национальной реки и зоны отдыха Big South Fork, а также получить статус «Национальная дикая и живописная река» для реки Обед. В 1992 году Рассел получила премию имени Марджори Стоунман Дуглас от Ассоциации по охране национальных парков.

## Награды
- Медаль Рентгена, 1973

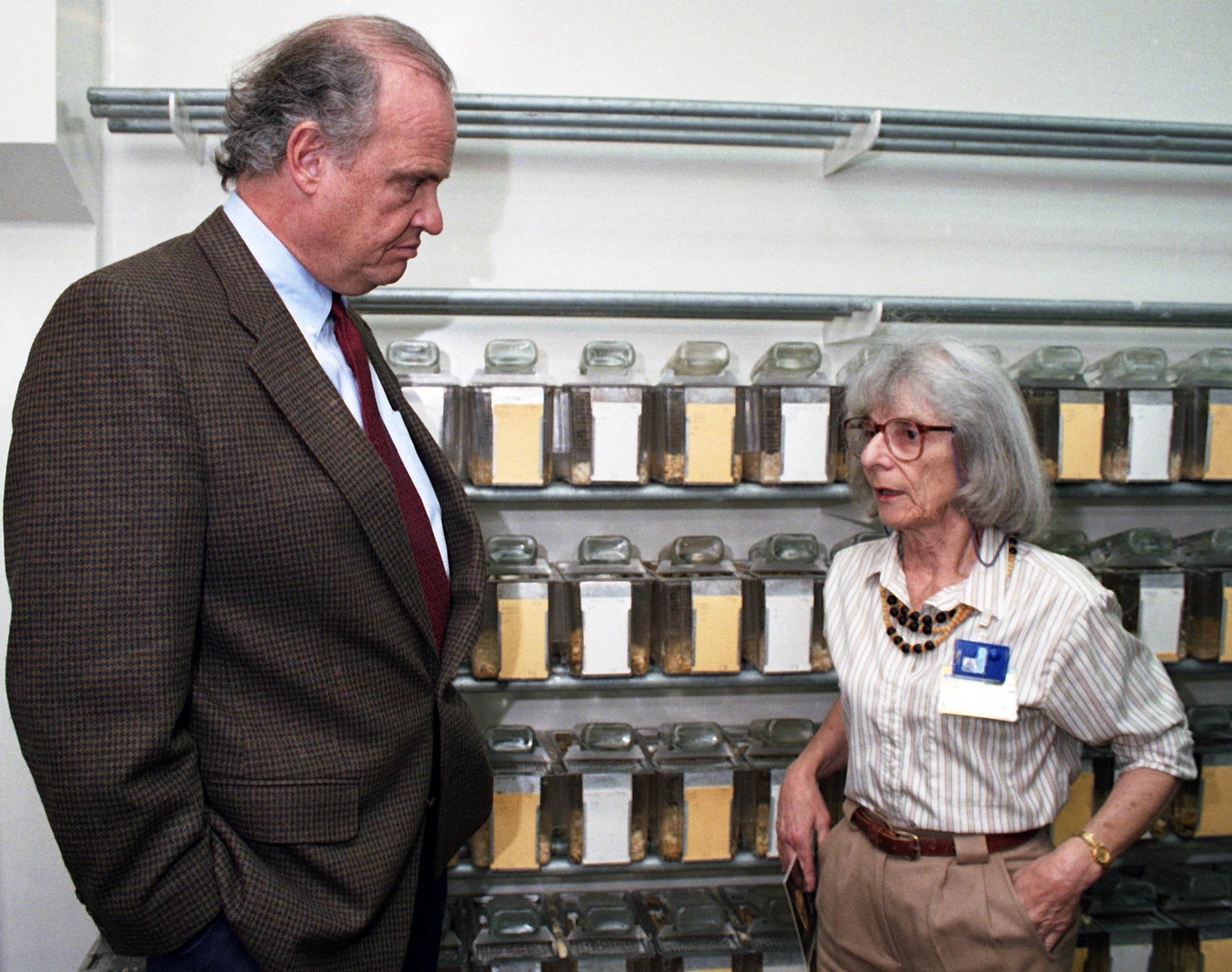
Лиана Рассел (справа) и Фред Томпсон, 1996 год.

- Зал славы Хантерского колледжа, 1979
- Премия Марджори Стоунман Дуглас[англ.], 1992
- Премия Общества по изучению мутагенов в окружающей среде[англ.], 1993
- Премия Энрико Ферми, 1993[3]
- Национальная академия наук США, членство с 1986 года.